# Gettysburg (Washington)
Gettysburg az Amerikai Egyesült Államok északnyugati részén, Washington állam Clallam megyéjében elhelyezkedő kísértetváros.
A település névadója Robert N. Getty faipari üzletember, a feldolgozáshoz kapcsolódó infrastruktúra kiépítője. Gettysburgh postahivatala 1890 és 1926 között működött; Ida M. Simmonst, a hivatal vezetőjét 1912-ben sikkasztásért egy órás börtönbüntetésre ítélték. A Puget Sound régióba egykor komp közlekedett.
1976-ban a településen már egy épület sem állt.

## Fordítás
- Ez a szócikk részben vagy egészben  a   Gettysburg, Washington című angol Wikipédia-szócikk ezen változatának fordításán alapul.  Az eredeti cikk szerkesztőit annak laptörténete sorolja fel. Ez a jelzés csupán a megfogalmazás eredetét és a szerzői jogokat jelzi, nem szolgál a cikkben szereplő információk forrásmegjelöléseként.